# Manoir des Augrès
 (mai 2023).
Si vous disposez d'ouvrages ou d'articles de référence ou si vous connaissez des sites web de qualité traitant du thème abordé ici, merci de compléter l'article en donnant les références utiles à sa vérifiabilité et en les liant à la section « Notes et références ».

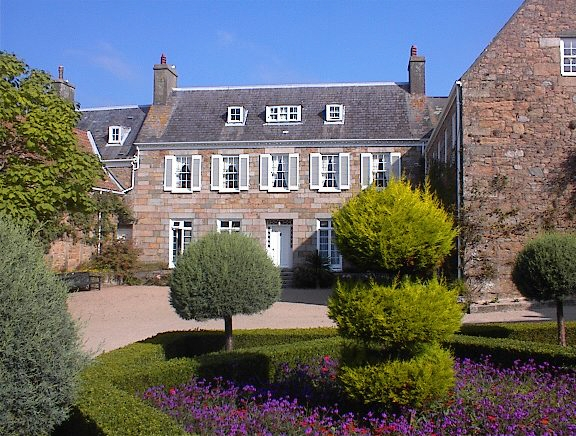
Le manoir des Augrès et le jardin.

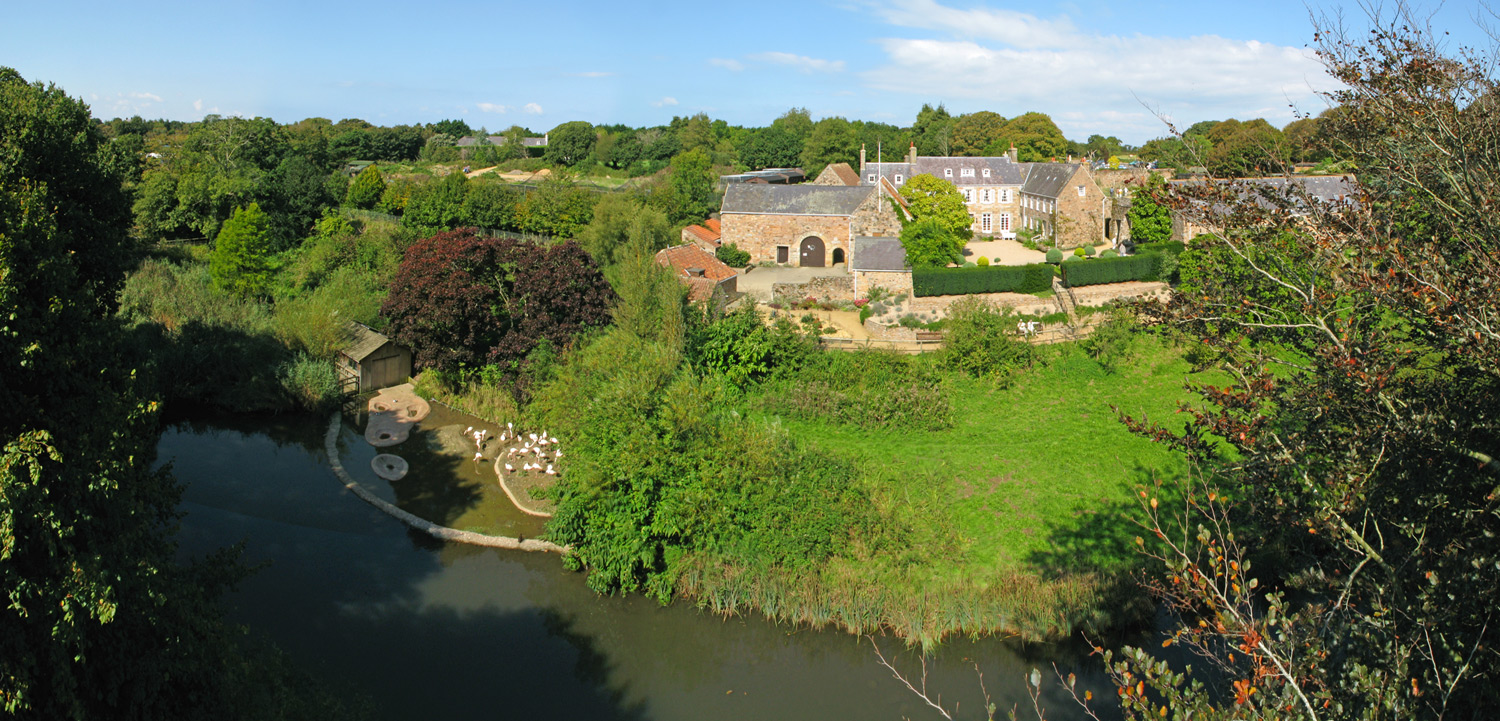
Le manoir des Augrès et le zoo de Jersey.

Le manoir des Augrès est un logis seigneurial de Jersey datant du XVIe siècle et situé dans la paroisse de La Trinité sur la Profonde Rue.
Le manoir des Augrès est un bâtiment de granite du XIXe siècle, même s'il a des origines médiévales. L'entrée principale de la propriété est également en granite. Le manoir présente des pierres sculptées indiquant des dates précises avec les noms des propriétaires :
- "EDM. FSDC 1682.", indique le couple Elie Dumaresq et Françoise de Carteret (marié 1680) occupants le manoir en 1682.
- "EDM.EDC.1732." indique le couple Elie Dumaresq fils d'Elie et Elizabeth de Carteret fille de Jean, qui furent mariés en 1703 ou 1704.
- "EDM. EDC.1741." indique les mêmes personnes composant le couple quelques années plus tard.

Le domaine du manoir appartint à la famille des Augrès. C'est là que fut fondé le zoo de Jersey en 1959. 

## Durrell
Depuis 1963, le manoir accueille le siège du Jersey Wildlife Preservation Trust (renommé en 1999 Durrell Wildlife Conservation Trust (en)). Il a aussi été la résidence du naturaliste Gerald Durrell jusqu'à sa mort en 1995. La direction du trust a été confiée à son épouse, le Docteur Lee Durrell.
Le manoir des Augrès est représenté sur le billet de banque de cinq livres de Jersey.